# Doumy
Doumy település Franciaországban, Pyrénées-Atlantiques megyében. Lakosainak száma 327 fő (2022. január 1.). Doumy Argelos, Bournos, Caubios-Loos, Lonçon, Navailles-Angos, Sauvagnon, Séby és Viven községekkel határos.

## Népesség
A település népességének változása:
| Lakosok száma | 294  | 299  | 305  | 305  | 311  | 317  | 322  | 324  | 327  |
|               | 2013 | 2015 | 2016 | 2017 | 2018 | 2019 | 2020 | 2021 | 2022 |